# Dominik Landertinger
Dominik Landertinger (n. 13 martie 1988, Braunau am Inn, Austria Superioară, Austria) este un biatlonist ce a reprezentat Austria, medaliat olimpic. A participat la 3 ediții ale Jocurilor Olimpice (2010, 2014, 2018) în care a câștigat două medalii de argint și două medalii de bronz.